# Ptenochirus
Ptenochirus é um gênero de morcegos da família Pteropodidae.

## Espécies
- Ptenochirus jagori (Peters, 1861)
- Ptenochirus minor Yoshiyuki, 1979